# Correio da Manhã (Brasil)

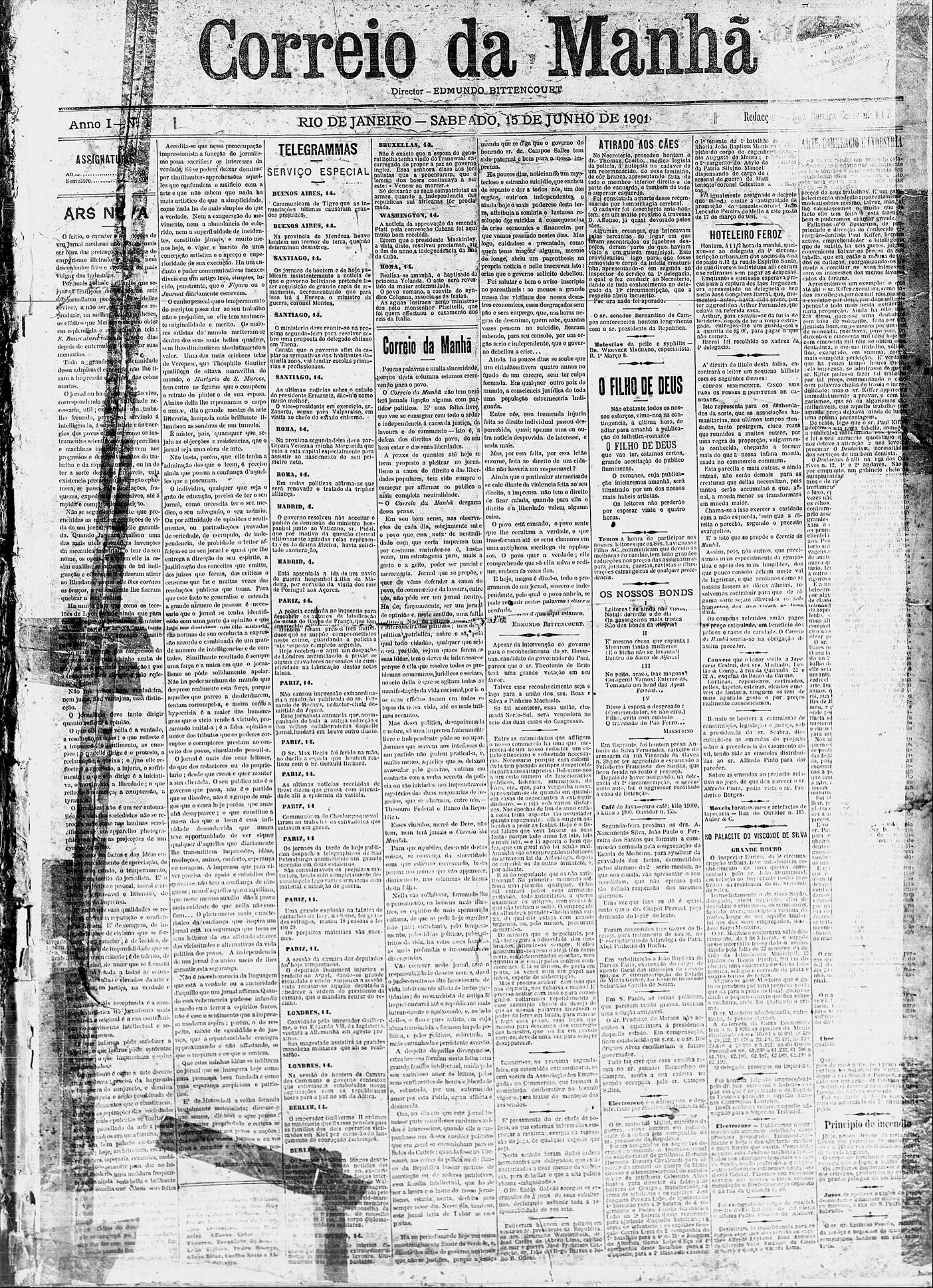
Primeira edição do Correio da Manhã

O Correio da Manhã é um periódico brasileiro, que em sua primeira fase foi publicado no Rio de Janeiro, entre 15 de junho de 1901 a 8 de julho de 1974. Fundado por Edmundo Bittencourt, vangloriava-se por dar ênfase à informação em detrimento da opinião. Caracterizou-se por fazer oposição a quase todos os presidentes brasileiros no período, razão pela qual foi perseguido e fechado em diversas ocasiões, e os seus proprietários e dirigentes, presos. Em 2019, foi retomado pelo jornalista e empresário Claudio Magnavita, exatos 50 anos após o seu fechamento. Com sedes no Rio de Janeiro e em Brasília, o Correio da Manhã alcança a marca de 30 mil exemplares impressos por dia.

## Fases históricas

### 1.ª fase
O Correio da Manhã teve sua primeira edição lançada no dia 15 de junho de 1901, época conturbada no Brasil. O país recentemente havia se tornado uma República e já herdava problemas do seu passado colonial, como crises políticas e econômicas, que ainda estavam sendo regularizadas pelo presidente Campos Sales.
Na época de sua criação, o jornalismo carioca era acusado de estar a serviço do governo, subordinado ao presidente e sem independência, e as frequentes acusações de jornalistas recebendo suborno reforçavam esse quadro. Desde seu nascimento, o Correio da Manhã se posicionou contra as oligarquias e a favor dos direitos do povo. No primeiro edital do jornal, Edmundo Bittencourt declarou que “o Correio da Manhã não tem nem jamais terá ligação algumas com partidos políticos” e se comprometeu com a defesa dos interesses populares, estabelecendo-se como um veículo de oposição desde o início.
O primeiro corpo de funcionários do Correio da Manhã era formado por nomes influentes do jornalismo, política e literatura da época. Entre os principais nomes do jornal, estavam Carlos de Laet, José Veríssimo, Pedro Leão Veloso e Coelho Neto.

### 2.ª fase
Edmundo aposentou-se em 1928, passando o comando do seu jornal Correio da Manhã ao seu filho Paulo Bittencourt, que iniciou um período de reformulação editorial e renovação tecnológica do jornal.
Durante a fase mais conceituada do jornal Correio da Manhã, de 1929 a 1963, seria Paulo Bittencourt quem estaria à frente do jornal. Buscando dar ao jornal uma estrutura mais empresarial. Paulo construiu a nova sede do Correio da Manhã, na Avenida Gomes Freire; também reformou todos os deparamentos do jornal, dando-lhe novas máquinas de composição, gravura e impressão. Buscou a ampliação da carteira publicitária, o que ampliou a renda financeira do jornal.
No comando de Paulo Bittencourt, e o auxilio do redator-chefe Costa Rego, o jornal Correio da Manhã consolidou uma linha editorial de perfil conservador, elitista, porém defensor das liberdades, da democracia e de independência em relação ao Governo, contara o autoritarismo.

### 3.ª fase
Com a morte de Paulo Bittencourt, em 1963, sua então esposa Niomar Sodré assumiu a presidência do jornal Correio da Manhã, dirigindo-o até 1969. Apesar do apoio dado a deposição de João Goulart demonstrado nos editoriais do Jornal, passou a criticar pouco tempo depois o regime implantado com o Golpe Militar de 1964, denunciando inclusive casos de tortura. Em meio ao exílio em Paris, o empresário Samuel Wainer ofereceu formar um pool entre o Correio da Manhã e o Ultima Hora. Pela proposta de Wainer, o Correio se encarregaria de imprimir e distribuir o Ultima Hora empregando a capacidade cada vez mais ociosa da gráfica e da frota do Correio. Procurada por Danton Jobim (emissário de Wainer), Niomar recusou a proposta e afirmou que "não se misturava com cafajestes".
Após a recusa da proposta de Wainer, Niomar arrendou a publicação a Maurício Nunes de Alencar (irmão do político Marcelo Alencar) e Frederico Gomes da Silva, proprietários da Cia. Metropolitana de Construção, que queriam usar a publicação para apoiar a candidatura à presidência do Brasil do coronel Mário Andreazza. Os proprietários da Metropolitana tentavam arrendar um jornal desde os primeiros dias do Golpe de 1964, quando uma proposta envolvendo o Ultima Hora malogrou. Porém como a candidatura não se viabilizou, eles abandonaram o projeto e não cumpriram o contrato com o Correio.
Apesar das dificuldades, Niomar reassumiu o jornal, mas não conseguiu reaviabiliza-lo financeiramente, encerrando a circulação do Correio da Manhã em 1974.
Com "dívidas incalculáveis", segundo o Jornal da Tarde, em 3 de janeiro de 1975 o jornal teve sua falência decretada. Realizado pouco mais de cinco meses depois, foi realizado um leilão de bens da empresa, como rotativa, linotipos, laboratório fotográfico, máquinas de escrever, arquivos e mesas, muitos dos quais em estado de abandono ou até mesmo danificados. Muitos dos objetos foram arrematados por pessoas que pretendiam vendê-los como sucata. Poucos lotes tiveram seu valor revelado, sendo um deles constituído por mesas, cadeiras, fichários, armários e poltronas que estavam no quarto andar da sede, que saíram por 52 mil cruzeiros.

### 4.ª fase
O Correio da Manhã retornou em 2019, cinquenta anos depois de ter seus dirigentes — a família do fundador Edmundo Bittencourt — afastados por pressão da ditadura militar.
O responsável pelo retorno é o jornalista e empresário Claudio Magnavita, que também edita o Jornal da Barra, e relançou o Correio em edição impressa semanal, que seria disponibilizada também em PDF pela internet. A marca, inclusive, já estava registrada em nome dele no INPI.
Magnavita contou que, em homenagem aos Bittencourt, retomou a numeração do jornal a partir da data em que eles deixaram o comando, em 11 de setembro de 1969. A primeira edição, portanto, levou o número 23.438, correspondendo ao período de 13 a 19 de setembro de 2019. Do mesmo modo, o nome de Edmundo Bittencourt também voltou a aparecer no topo da primeira página.
“Eu quis retomar o DNA do Correio”, declarou seu novo presidente, contando que trouxe de volta colunistas ligados à história do jornal, como Ruy Castro e Jânio de Freitas. Com eles, o editor executivo Fernando Vale Nogueira convocou nomes como os de Anna Maria Ramalho, cobrindo a área social, e Nina Kauffmann, cobrindo a área de moda.
O novo Correio da Manhã ainda não tinha um diretor comercial, apesar de a primeira edição ter saído com vários anúncios, como os do Metrô Rio, da Tegra Incorporadora e da Protel. “São todos anunciantes também do Jornal da Barra”, explicou Magnavita, que pretendia seguir com a venda de pacotes para as duas publicações que comandava. “Já tinha trinta mil exemplares do Jornal da Barra e agora tenho mais trinta mil do Correio da Manhã. Acho que isso poderá interessar ao anunciante carioca”, aposta o executivo.

## Correio da Manhã contra a vacinação obrigatória
No ano de 1904, o governo de Rodrigues Alves colocou em prática o projeto de vacinação obrigatória desenvolvido por Osvaldo Cruz, o que desagradou a população e causou a Revolta da Vacina. O Correio, que defendia medidas em favor da modernização do Rio de Janeiro e desenvolvimento de políticas sanitárias, nesse episódio ficou contra o projeto de vacinação.

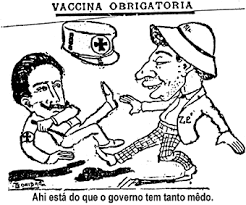
Charge publicada na edição do dia 11 de outubro de 1904

Em um texto publicado no dia 7 de outubro de 1904, intitulado “Vacina ou Morte”, o jornal chama a campanha de “golpe decisivo que pretende desferir contra os direitos e liberdades dos cidadãos deste pais”, e critica a violência utilizada pelos funcionários do governo na aplicação da vacina, denunciando as invasões a domicílios. Em outro trecho, é dito que tal medida “é condenar todo um povo à mais degradante das humilhações”, sendo um desrespeito à constituição brasileira. Na edição do dia 11 de outubro, o jornal publicou uma charge de Leônidas Freire, o Léo, onde um personagem chamado Zé, representando o povo brasileiro, aparece dando uma rasteira no médico Oswaldo Cruz.
Durante os dias anteriores e toda a Revolta da Vacina, o Correio da Manhã dedicava textos defendendo a população e denunciando prisões injustas e medidas abusivas do governo, como no texto de Brício Filho, publicado no dia 14 de outubro, onde o jornalista condena a decisão de pessoas que optaram pela clausura em locais apropriados pelo governo ao invés de tomarem a vacina tenham que pagar pelas despesas da ação, e tal decisão editorial fez com que o jornal ganhasse o apoio da população.
No dia 13 de novembro de 1904 há um grande confronto entre a população revoltada e militares, que se arrasta pelos dias seguintes, levando o jornal a publicar, no dia 15 de novembro, uma nota criticando a situação, onde chama o ocorrido de “demonstração quente do estado de demência que o governo chegou, assessorado pelo energúmeno ministro da justiça”, cargo ocupado por José de Alpoim, e acusa Oswaldo Cruz de estar dando continuidade à campanha apenas para continuar recebendo dinheiro do governo.
Os confrontos levam o governo a decretar estado de sítio e suspender a obrigatoriedade da vacina no dia 16 de novembro, e o Correio da Manhã é impedido pela polícia de publicar a edição da data vigente e do dia seguinte. No dia 18 de novembro, o jornal volta para as bancas com uma nota onde agradece aos demais jornais cariocas que protestaram em solidariedade ao Correio da Manhã e um espaço onde seria publicado a versão do periódico sobre a suspensão de suas edições anteriores escrito “Nessa coluna seria publicada a narrativa da suspensão do Correio da Manhã”, indicando censura por parte do governo.
Após a publicação dessa edição, o jornal volta a ser censurado por fazer oposição ao governo e só tem sua publicação permitida novamente no dia 15 de dezembro, com uma nota intitulada "O Nosso Reaparecimento", onde o jornal declara que desde sua criação trazia "o compromisso de lutar em prol dos direitos do povo, programa que tem cumprido sem vacilações" e condena, mesmo que de forma sucinta, a decisão do governo de suspender a publicação, chamando a decisão de inconstitucional.
O Correio então abre um processo contra o governo exigindo o pagamento dos prejuízos causados pela suspensão das edições, além de danos morais. A causa só é finalizada em 1917, declarando o Correio da Manhã como parte vencedora. Na edição do dia 23 de outubro de 1917, o jornal publica uma nota anunciando a sentença favorável e o recebimento de 197 contos de réis como indenização.

## Conflitos com Lima Barreto
Lima Barreto trabalhou no Correio da Manhã no ano de 1905 escrevendo uma série de reportagens sobre o Morro do Castelo, pois à época circulava pelo Rio de Janeiro um boato de havia um túnel embaixo do local que escondia tesouros guardados desde a época do Império. Seus textos eram informativos porém com toques de fantasia, e fizeram sucesso entre a população, tornando o nome do escritor muito conhecido.
Seu primeiro romance, Recordações do Escrivão Isaías Caminha, relata as memórias de um jornalista infeliz no jornal em que trabalha e traz diversas críticas ao jornalismo da época. Sendo considerada uma autobiografia, o livro retrata vários conflitos que Lima Barreto enfrentou no Correio da Manhã, e vários personagens são retratos de colegas jornalistas que ele teve na redação do jornal, incluindo o diretor do Correio, Edmundo Bittencourt.
Através do personagem Isaías Caminha, paródia do próprio autor, Lima Barreto retrata em sua obra os bastidores do fictício jornal O Globo através das experiências que teve no Correio da Manhã, utilizando de pseudônimos para citar antigos desafetos.
O personagem mais polêmico é Raul Gusmão, jornalista com trejeitos afeminados, subentendido como homossexual em diversas passagens da trama, baseado no jornalista e cronista João do Rio. Lima Barreto não poupa críticas e depreciações ao personagem/João do Rio, e em determinada passagem chama-o de “mistura de porco e de símio adiantado, ainda por cima jornalista ou coisa que valha”. Durante toda a carreira pública, ambos trocaram farpas e acusações em seus textos por motivos literários e pessoais, sendo esse episódio apenas uma parte dessa história.
A lista de funcionários hostilizados por Lima no livro contém muitos nomes. O personagem Ricardo Loberant, o autoritário dono d’O Globo, chamado de “moralizador da República” na obra, é uma sátira de Edmundo Bittencourt; O obeso Pacheco Rabelo representa Gil Vidal, redator-chefe do Correio à época; Vicente Piragibe, redator do Correio, é Leporace, “secretário, arrogante como todo jornalista”, retratado como um pobretão sem talento; João Itiberê da Cunha, jornalista cultural do jornal, era o personagem Floc; Cândido Lago, redator da seção “O que é correto”, no livro vira Lobo, corretor de gramática no jornal, retratado como um intelectual antipático e alienado em seu trabalho; Gastão Bousquet, redator do Correio, é Losque, jornalista arrogante que desprezava seus colegas.  No livro, todos são tratados como pessoas superficiais, antiéticos e interesseiros, desejosos de apenas obter benefícios próprios se aproveitando dos colegas, crítica que se estende para toda a imprensa.
Suspeita-se que o ódio de Lima Barreto pelos seus antigos colegas tenha sido causado pelo preconceito sofrido pelo escritor, negro e de origem humilde, na redação do jornal e pela forma arrogante que seus colegas jornalistas o tratavam pelo mesmo motivo, além da inveja dele ter destaque perante ao público. Quanto ao Correio, acredita-se que ele não não tinha nada contra, muito pelo motivo que foi graças à reportagem sobre o morro do Castelo que ele adquiriu fama pública, porém crê-se que ele quis criticar a forma de agir dos jornais num modo geral, e utilizou o jornal como exemplo por ele ser um dos principais veículos de mídia da época.
Edmundo, porém, ficou extremamente ofendido com a publicação da obra e simplesmente ignorou seu lançamento e vetou o nome de Lima Barreto tanto na sua redação como em suas páginas, não mencionando nenhuma linha sobre Recordações do Escrivão Isaías Caminha, atitude que foi repetida pela maioria dos outros jornais cariocas. O Correio só quebrou a regra de não dar destaque ao nome do escritor nem a nenhuma obra dele em apenas duas ocasiões, mesmo que de modo muito sucinto: quando Lima Barreto fez parte do juri no julgamento do Tenente João Aurélio Lins Wanderley e quando o escritor faleceu.

## Cobertura das duas Grandes Guerras
O Correio da Manhã fez a cobertura da Primeira e Segunda Guerra Mundial através do seu correspondente Raul de Castro Brandão. O jornalista entrou no periódico no ano de 1908 como revisor e subiu posições rapidamente, alcançando o posto equivalente a editor-chefe em 1914, mas sua atuação mais marcante foi cobrindo as duas Grandes Guerras.

### Primeira Guerra Mundial
Na Primeira Guerra Mundial, teve como base a Holanda, país neutro durante a guerra, e de lá seguiu para Bélgica, norte da França, Alemanha e a antiga Áustria-Hungria, no período de novembro de 1904 a julho de 1905. Na Holanda, conheceu sua futura esposa, a holandesa Ena van den Heuvel, com quem se casou na volta para o Brasil, em 1916.
O Correio da Manhã publicou uma nota relatando sobre a viagem de Raul de Castro no dia 11 de novembro, junto com uma foto do jornalista. Nela, é dito que “só o serviço das agências de informações e de correspondente estabelecidos nas capitais não bastava para que fosse satisfeita a vontade de seus leitores”, além de diversos elogios para Raul e o compromisso em trazer todos os detalhes da guerra para seus leitores.
Raul chegou em Amsterdã, principal cidade onde correspondentes de guerra se instalaram, no final de 1914 a bordo de um transatlântico holandês. De lá, enviava regularmente para o Brasil ensaios e artigos analisando diversos assuntos, como a situação sócio-política belga e o impacto econômico nos países envolvidos na guerra. Não raras vezes, militares holandeses suspeitavam que o jornalista era um espião, tendo certa vez participado de um inquérito militar após ser acusado de espionagem, e os censores, que analisavam a matéria escrita por Raul antes de mandá-la pro Brasil, eram extremamente críticos com ele, o que o fazia a tratar a situação na Holanda com certa indiferença.

Edmundo Bittencourt, diretor e fundador do Correio da Manhã

Entre seus principais materiais produzidos, estão as análises que fazia da situação na Alemanha em guerra, onde relatou uma situação completamente diferente da dada pelo governo francês e outros países pertencentes aos Aliados da Primeira Guerra Mundial, com uma população produtiva e prisioneiros de guerra sendo bem tratados, tecendo diversos elogios à nação alemã. Em um artigo publicado no dia 9 de agosto de 1915, posterior à sua volta e anterior ao fim da guerra, o repórter diz, no texto intitulado “O Ponto de Vista Allemão” (sic), que a Alemanha era a nação com mais potencial de vencer a guerra, pois estava melhor preparada e tinha estratégias que a deixavam em vantagem na guerra. A Alemanha se rendeu no dia 11 de novembro de 1918, com a assinatura do Armistício de Compiègne, decretando a vitória dos Aliados e contrariando a análise de Raul de Castro.
A justificativa para essa posição favorável aos alemães é que, no período em que Raul de Castro trabalhou como correspondente de guerra e escreveu a análise, os Impérios Centrais estavam em melhores condições de ganhar a guerra do que os Aliados, que ainda estavam na defensiva, e além disso até então a Alemanha não havia causado nenhum imbróglio diplomático com o Brasil, como foi o caso do ataque às embarcações brasileiras Paraná e Macau no ano de 1917, não havendo motivos que condenasse o apoio aos alemães. Tal posição deu prestígio ao jornalista, que foi chamado para palestrar em um congresso organizado pelo Centro Brasileiro Pró-Alemanha em outubro de 1915, conferência essa que levou o nome da série de reportagens que ele produziu para o Correio da Manhã, “Como se faz a opinião pública contra a Alemanha”.
A visão favorável à Alemanha pautava a linha editorial do Correio da Manhã, e como a maior parte dos jornais brasileiros apoiavam os aliados, a posição de Raul fazia com que o jornal servisse como um contraponto aos demais, trazendo opiniões e visões de fatos que outros veículos não ofereciam aos leitores. A posição do veículo só mudou após a entrada do Brasil na guerra em favor dos aliados, quando apoiar os alemães se tornou socialmente condenável.
Outro correspondente de guerra que teve um importante papel foi Azevedo Amaral, médico e jornalista que morava na Inglaterra e de lá produzia matérias especiais pró-Alemanha para o Correio da Manhã. Voltou ao Brasil em 1916 após ser ameaçado de prisão pela polícia londrina caso não mudasse o tom de seus escritos para materiais favoráveis aos aliados. Chegando no Brasil, tornou-se editor-chefe do jornal, posição que ocupou até novembro do ano de 1917, após ser dispensado por seus comentários “não se harmonizarem nem com os sentimentos nem com as tradições” do Correio da Manhã, o que poderia ter sido causado por uma atitude germanófila de Edmundo Bittencourt ou pelo posicionamento favorável a um Estado autoritário e o desprezo pelo Liberalismo de Azevedo Amaral.

### Segunda Guerra Mundial
Durante a Segunda Guerra Mundial, o Correio da Manhã adotou uma postura completamente pró-britânica, que atuava ao lado dos aliados contra a Alemanha Nazista, contrariando a postura germanófila adotada na Primeira Grande Guerra.
O principal correspondente de guerra continuou sendo Raul de Castro, agora com mais de 50 anos, numa idade superior à faixa etária média dos demais correspondentes. O jornalista embarcou para a Europa em setembro de 1944, onde ficou até junho de 1945, e produziu novas análises sobre a guerra, porém dessa vez eram textos mais curtos que os da Primeira Guerra.
O Correio da Manhã contou também com a colaboração de Sylvia Bittencourt, primeira mulher de Paulo Bittencourt, que em 1944 se estabeleceu na Itália para atuar como correspondente freelancer. Sob o pseudônimo de Majoy, Sylvia enviava ao jornal matérias descrevendo o dia-a-dia na Itália em guerra e relatava notícias relativas ao campo de guerra.
Diferente de como foi na Primeira Guerra, dessa vez a Força Expedicionária Brasileira (FEB) foi mais severa no cerco à imprensa, evitando ao máximo que os correspondentes de guerra chegassem ao campo de batalha, e Raul Brandão, percebendo isso, passou a adotar uma linha editorial onde elogiava constantemente a FEB, chamando-os de família e tecendo grandiosos elogios para o artilheiro da Força e para o Coronel Cordeiro de Farias, o comandante da tropa. Os correspondentes obtiveram maior liberdade, tendo mais acesso ao front da guerra, a partir do fim do Departamento de Imprensa e Propaganda (DIP), em 25 de maio de 1945, próximo ao fim da guerra.   

## A Greve Geral de 1917
No dia 9 de julho de 1917, durante um protesto de operários reivindicando melhores remunerações de trabalho, a cavalaria atacou a massa manifestante na tentativa de reprimir o movimento, o que causou a morte do espanhol José Martinez, o que revoltou a classe operária paulista e deu início à Greve geral de 1917.
O Correio da Manhã, assim como outros jornais liberais, ficou a favor dos grevistas, condenando as ações violentas do governo e servindo como ponte de contato entre os operários e a população. O jornal acompanhou a greve desde seu início na Capital paulista, noticiando todos os passos que os grevistas realizaram e as novas adesões, além dos efeitos catastróficos que a greve gerava para o governo federal e estadual.
Na edição do dia 10 de julho de 1917, o Correio divulgou um boletim onde informava a reunião dos dirigentes das principais empresas marítimas e aéreas para um “último apelo” ao presidente antes da oficialização da greve. Seguiu informando sobre os fatos da greve e denunciando a violência policial praticada a mando do governo até que todas as exigências fossem atendidas e o conflito terminasse, sendo o principal veículo de apoio à Greve Geral.

## Golpe militar
O jornal apoiou o golpe militar de 1964 contra João Goulart, mas pouco depois voltou-se contra a ditadura, levando muitos de seus diretores a serem presos. A proprietária na época, Niomar Moniz Sodré Bittencourt, arrendou a publicação a um grupo de empresários.